# Argentia
Argentia is een zeehaven en industriegebied in de Canadese provincie Newfoundland en Labrador. Het ligt aan de westkust van het grote schiereiland Avalon van het eiland Newfoundland. Argentia deed van 1940 tot 1994 dienst als Amerikaanse militaire basis. Het heeft heden vooral belang als veerhaven voor de oversteek naar Nova Scotia.

## Geografie
Argentia ligt op het grondgebied van de gemeente Placentia. Het complex is gevestigd op een driehoekig schiereilandje dat uitsteekt in Placentia Bay. Hierdoor bevindt er zich aan de oostzijde ervan een grote natuurlijke haven, die in het oosten aansluit op Placentia Sound. Het 4,5 km² grote gebied heeft een lengte van ruim 3,5 km en is verbonden met de rest van Newfoundland door een istmus met een breedte van amper 150 m.

### Klimaat
Gemiddeld genomen telt Argentia 206 dagen mist per jaar. Daarmee is het de meest mistige plaats in Canada en tegelijk een van de meest mistige plaatsen ter wereld.

## Geschiedenis

### Vroegste geschiedenis
De wijde omgeving werd al duizenden jaren bewoond door inheemse volkeren van de Dorsetcultuur en later door de Beothuk, die de inmiddels uitgestorven Beothuk-taal spraken. 
De nederzetting zelf werd in de late 17e eeuw gesticht door de Fransen, die het gebied met grote zeeschepen vanuit Frankrijk hadden bereikt. Ze namen het grondgebied in en noemden de nederzetting Petite Plaisance. Door afspraken gemaakt bij de Vrede van Utrecht (1713) ging het houderschap over het grondgebied met vissershaven en handelsnederzetting over naar de Britten.
In 1901 werd de naam van het dorp veranderd naar Argentia, naar het Latijnse woord voor zilver, vanwege de zilvermijn die er in de jaren 1880 geopend werd. De mijn was sporadisch in werking tot de sluiting ervan in 1925.

### Amerikaanse militaire basis (1940–1994) en Conferentie van Placentia Bay
In 1940 – kort na het uitbreken van de Tweede Wereldoorlog – werd Argentia geselecteerd als de ideale locatie voor een marinebasis voor de United States Navy. Dit had niet alleen met de specifieke geografie van het schiereiland en de natuurlijke haven te maken, maar ook met de relatieve nabijheid tot Europa.
Alle 400 gezinnen van het dorp werden verplicht te verhuizen en het dorp Argentia werd met de grond gelijk gemaakt. De meeste inwoners hervestigden zich in de nabijgelegen dorpen Placentia en Freshwater. Daar stond tegenover dat bouw van de basis en het bedrijven er van werk bracht voor 15.000 Newfoundlanders. De massale aanwezigheid van Amerikaanse troepen zorgde gedurende decennia ook voor blijvende werkgelegenheid. Er werd door de Amerikanen aldaar niet alleen een grote haven voor zeeschepen aangelegd, maar ook een militaire luchthaven. In 1943 waren er ruim 12.000 troepen gestationeerd.
De basis speelde een korte maar belangrijke rol in de wereldgeschiedenis. In 1941 vonden voor de kust van Argentia op uitnodiging van Winston Churchill, eerste minister van het Verenigd Koninkrijk, dat in oorlog met Duitsland was, geheime besprekingen plaats met de Amerikaanse president Franklin Delano Roosevelt, de Conferentie van Placentia Bay. Resultaat was het Atlantisch Handvest waarin beide partijen de hoofdlijnen uitzetten voor een door hen gewenst geachte internationale orde na de Tweede Wereldoorlog. Een stap op weg naar oprichting van de internationale organisatie de Verenigde Naties met de Veiligheidsraad.
Ook na de Tweede Wereldoorlog, ten tijde van de Koude Oorlog, bleef de site in gebruik door de Amerikanen. Eind jaren 1940 telde de basis 7.000 Amerikaanse manschappen, maar in 1953 – aan het einde van de Koreaanse Oorlog – telde de basis opnieuw 8.500 troepen. Daarna werd de basis geleidelijk aan afgebouwd met nog 3.000 manschappen in 1969 en slechts 1.000 overblijvende manschappen in 1971.
In 1973 werd de luchtmachtbasis gesloten en kort erna terug overgedragen aan Canada. Hetzelfde gebeurde met het overblijvende marinegedeelte van de basis in 1994.

### 1994–heden
Het voormalige militaire terrein werd geleidelijk omgevormd tot een industriegebied. Vooral het havengedeelte is belangrijk. Er is in de warme maanden immers een veerverbinding met de zeehaven van North Sydney in Nova Scotia; een overtocht die ruim veertien uur duurt. De nog steeds bestaande luchthaven is sinds 1973 enkel nog in gebruik voor oefenvluchten van het zweefvliegprogramma van de Air Cadets van de Canadese strijdkrachten.
In de zomer van 2023 werden er plannen bekendgemaakt om in Argentia een grootschalige faciliteit te bouwen voor de productie van waterstof, een stof die van belang is voor de energietransitie richting groene energie.